# فرانک پی. کلر
فرانک پی. کلر (انگلیسی: Frank P. Keller؛ ۴ فوریهٔ ۱۹۱۳ – ۲۵ دسامبر ۱۹۷۷) تدوین‌گر اهل ایالات متحده آمریکا بود.
وی در سال ۱۹۶۸ میلادی، بابت تدوین فیلم بولیت، برندهٔ جایزه اسکار بهترین تدوین شد. از دیگر فیلم‌های تدوین‌شده توسط او می‌توان به الماس داغ اشاره کرد.
او همچنین در سال ۱۹۵۷ میلادی بابت فیلم آقای سانِ ما برنده جایزه امی شده بود.